# Thyretes
Thyretes is een geslacht van vlinders van de familie spinneruilen (Erebidae), uit de onderfamilie Arctiinae.

## Soorten
- T. buettikeri Wiltshire, 1983
- T. caffra Wallengren, 1863
- T. cooremani Kiriakoff, 1953
- T. hippotes (Cramer, 1780)
- T. montana Boisduval, 1847
- T. monteiroi Butler, 1876
- T. negus Oberthür, 1878
- T. signivenis Hering, 1937
- T. trichaetiformis Zerny, 1912